# Zwierzyniec (powiat bełchatowski)
Zwierzyniec – wieś w Polsce położona w województwie łódzkim, w powiecie bełchatowskim, w gminie Drużbice.
Przez miejscowość przebiega droga wojewódzka nr 473.
W latach 1975–1998 miejscowość administracyjnie należała do województwa piotrkowskiego.